# 표면 일률 밀도
표면 일률 밀도(영어: surface power density)는 물리학과 공학에서 단위 면적당 일률을 의미한다.

## 활용
- 전자기파의 강도는 W/m2으로 나타낼 수 있다. 이러한 양의 예로는 태양 상수가 있다.

## 같이 보기
- 일률